# Brachymenium bryoides
Brachymenium bryoides är en bladmossart som beskrevs av W. J. Hooker och Schwaegrichen 1824. Brachymenium bryoides ingår i släktet Brachymenium och familjen Bryaceae. Inga underarter finns listade i Catalogue of Life.